# František Cypris
František Cypris (13. února 1932 Ratíškovice – ?) byl český fotbalový brankář a trenér.

## Hráčská kariéra
V československé lize chytal za Vodotechnu/Ingstav Teplice ve 33 zápasech, ve čtyřech z nich uhájil čisté konto. Debutoval v neděli 8. dubna 1951 v Praze na Letné proti domácímu Spartaku ČKD Sokolovo (dobový název Sparty), který nad Teplicemi vyhrál 1:0. Naposled nastoupil v neděli 31. srpna 1952 v Teplicích proti OKD Ostrava (dobový název Baníku) a hosté zde zvítězili 1:0. V nižších soutěžích působil také v Baníku Děčín.

### Prvoligová bilance
| Ročník             | Zápasy | Góly | Minuty | Nuly | Klub                   |
| ------------------ | ------ | ---- | ------ | ---- | ---------------------- |
| I. liga 1951       | 21     | 0    | 1 761  | 1    | ZSJ Vodotechna Teplice |
| I. liga 1952       | 12     | 0    | –      | 3    | ZSJ Ingstav Teplice    |
| CELKEM I. ČS. LIGA | 33     | 0    | –      | 4    |                        |

## Trenérská kariéra
Po skončení hráčské kariéry se stal trenérem. Vedl mj. druholigovou Vagónku Česká Lípa na jaře 1984.